# Arborophila
Arborophila – rodzaj ptaków z podrodziny pstropiórów (Rollulinae) w rodzinie kurowatych (Phasianidae).

## Zasięg występowania
Rodzaj obejmuje gatunki występujące w Azji.

## Morfologia
Długość ciała 25–30,5 cm; masa ciała 200–470 g (samce są z reguły cięższe od samic).

## Systematyka

### Etymologia
- Arborophila (Arboricola): łac. arbor, arboris „drzewo”; gr. φιλος philos „miłośnik, wielbiciel”[8].
- Dendrophila: gr. δενδρον dendron „drzewo”; φιλος philos „miłośnik, wielbiciel”[9]. Nowa nazwa dla Arborophila.
- Oreoperdix: gr. ορος oros, ορεος oreos „góra” (tj. góry Tajwanu); περδιξ perdix, περδικος perdikos „kuropatwa”[10]. Gatunek typowy: Oreoperdix crudigularis Swinhoe, 1864.
- Hyloperdix: gr. ὑλη hulē „las, teren lesisty”; περδιξ perdix, περδικος perdikos „kuropatwa”[11]. Gatunek typowy: Perdix torqueola Valenciennes, 1825.

### Podział systematyczny
Do rodzaju należą następujące gatunki:
- Arborophila torqueola (Valenciennes, 1825) – pstropiór obrożny
- Arborophila rufipectus Boulton, 1932 – pstropiór syczuański
- Arborophila mandellii Hume, 1874 – pstropiór rdzawoszyi
- Arborophila rufogularis (Blyth, 1849) – pstropiór rdzawogardły
- Arborophila gingica (J.F. Gmelin, 1789) – pstropiór białoczelny
- Arborophila rubrirostris (Salvadori, 1879) – pstropiór czerwonodzioby
- Arborophila cambodiana Delacour & Jobouille, 1928 – pstropiór ciemnogrzbiety
- Arborophila ardens (Styan, 1892) – pstropiór maskowy
- Arborophila crudigularis (Swinhoe, 1864) – pstropiór tajwański
- Arborophila atrogularis (Blyth, 1849) – pstropiór czarnogardły
- Arborophila brunneopectus (Blyth, 1855) – pstropiór płowy
- Arborophila davidi Delacour, 1927 – pstropiór wietnamski
- Arborophila hyperythra (Sharpe, 1879) – pstropiór ciemnoboczny
- Arborophila campbelli (Robinson, 1904) – pstropiór białowąsy
- Arborophila rolli (Robinson, 1909) – pstropiór rdzawopierśny
- Arborophila sumatrana Ogilvie-Grant, 1891 – pstropiór sumatrzański
- Arborophila javanica (J.F. Gmelin, 1789) – pstropiór jawajski
- Arborophila orientalis (Horsfield, 1821) – pstropiór białouchy